# Минерал (округ, Колорадо)
Ми́нерал (англ. Mineral County) — округ в штате Колорадо, США. Официально образован в 1893 году. По состоянию на 2010 год, численность населения составляла 712 человек.

## География
По данным Бюро переписи США, общая площадь округа равняется 2 274,022 км2, из которых 2 268,842 км2 суша и 5,180 км2 или 0,200 % это водоёмы.

## Население
По данным переписи населения 2000 года в округе проживает 831 жителей в составе 377 домашних хозяйств и 251 семей. Плотность населения составляет менее одного человека на км2. На территории округа насчитывается 1 119 жилых строений, при плотности застройки менее одного строения на км2. Расовый состав населения: белые — 96,87 %, афроамериканцы — 0,84 %, коренные американцы (индейцы) — 0,12 %, азиаты — 2,17 %, гавайцы — 0,00 %, представители других рас — 0,00 %, представители двух или более рас — 0,00 %. Испаноязычные составляли 2,05 % населения независимо от расы.
В составе 22,30 % из общего числа домашних хозяйств проживают дети в возрасте до 18 лет, 57,00 % домашних хозяйств представляют собой супружеские пары проживающие вместе, 5,80 % домашних хозяйств представляют собой одиноких женщин без супруга, 33,40 % домашних хозяйств не имеют отношения к семьям, 28,10 % домашних хозяйств состоят из одного человека, 9,80 % домашних хозяйств состоят из престарелых (65 лет и старше), проживающих в одиночестве. Средний размер домашнего хозяйства составляет 2,20 человека, и средний размер семьи 2,70 человека.
Возрастной состав округа: 20,50 % моложе 18 лет, 4,70 % от 18 до 24, 24,80 % от 25 до 44, 32,70 % от 45 до 64 и 32,70 % от 65 и старше. Средний возраст жителя округа 45 лет. На каждые 100 женщин приходится 104,20 мужчин. На каждые 100 женщин старше 18 лет приходится 99,10 мужчин.
Средний доход на домохозяйство в округе составлял 34 844 USD, на семью — 40 833 USD. Среднестатистический заработок мужчины был 28 750 USD против 19 375 USD для женщины. Доход на душу населения составлял 24 475 USD. Около 9,30 % семей и 10,20 % общего населения находились ниже черты бедности, в том числе — 18,70 % молодёжи (тех, кому ещё не исполнилось 18 лет) и 10,60 % тех, кому было уже больше 65 лет.